# Camorra

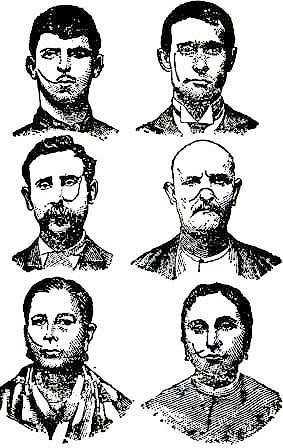
Camorri in Napels, 1906

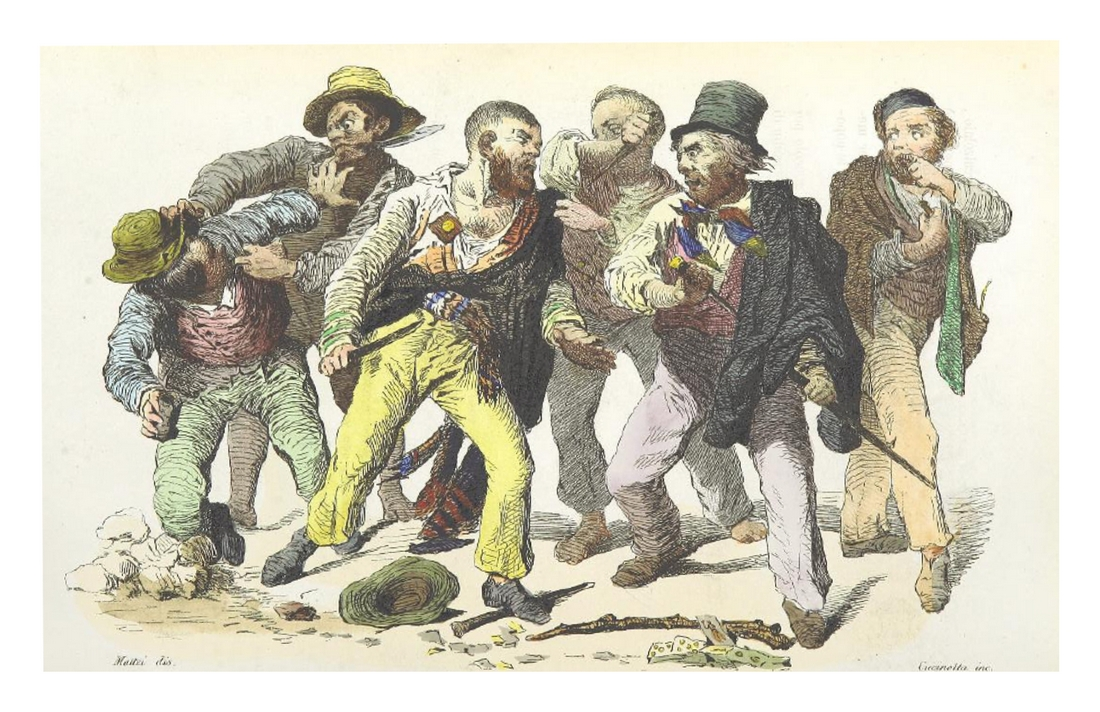
19e-eeuws prent van Camorra-bendeleden

Met de term Camorra wordt de criminele geheime organisatie aangeduid die zich in de 19e eeuw ontwikkelde in Napels, ook bekend als de Bella Società Riformata. Inmiddels wordt de term Camorra echter vaak gebruikt om slechts één samenhangende criminele organisatie aan te duiden, zoals bij de Siciliaanse Cosa Nostra het geval is. In werkelijkheid is de structuur van de Camorra complex. Op dit moment tellen Napels en omgeving meer dan 200 familieclans. Naast afpersing zijn drugshandel, illegale immigratie en het witwassen van geld hun voornaamste activiteiten.

## Geschiedenis

### De oorsprong
Anders dan de meeste criminele gezelschappen, die zich vooral op het platteland ontwikkelden, groeide de aanhang van de Camorra vooral erg snel in de dichtbevolkte wijken van grote steden. Rond 1800 beheerste de Camorra de gok- en geldhandel in Napels. De Camorra verplichtte de winkeliers beschermgeld, 'pizzo', te betalen, wat een continue inkomstenbron vormde waarvan de organisatie zich kon onderhouden. Net als andere geheime organisaties is de Camorra een gesloten gemeenschap, een organisatie van misdadigers die in het geheim handelen. Doordat de georganiseerde misdaad, in tegenstelling tot wettige instellingen, geen documentatie bijhoudt, is het moeilijk voor historici om haar te bestuderen. De interne structuur van dergelijke misdaadorganisaties kan slechts door infiltratie van buitenstaanders en informatie van ex-leden openbaar worden gemaakt. Deze bronnen zorgen voor een onduidelijk en beperkt beeld van de werkelijke activiteiten binnen de organisatie.

### Legendes
Doordat er geen officiële documentatie beschikbaar is over de Camorra, bestaan er meerdere legendes over het ontstaan van de organisatie. Wel zijn de historici het er over eens dat de oorsprong van de Camorra in Spanje ligt.

### De 'Bella Società Riformata'
De Napolitaanse Camorra heeft een langere geschiedenis dan elke andere maffiaorganisatie. Met haar wortels in Spanje werd de organisatie voortgezet door de zogenaamde Bella Società Riformata, die ontstond in Italië gedurende de eerste jaren van de 19e eeuw.
In de periode voor de Eenwording van Italië in 1860 was Zuid-Italië eeuwenlang een onderdeel van Spanje. Het werd bestuurd door onderkoningen en adellijke grootgrondbezitters die zich weinig interesseerden voor de armoedige omstandigheden waarin veel van hun onderdanen moesten leven. Ook toen het zuiden een zelfstandig koninkrijk werd onder de Bourbons veranderde er weinig. Als reactie op het ontbreken van een sterk centraal gezag namen op veel plaatsen groepen mensen het recht in eigen hand. Eerst om de eigen gemeenschap te beschermen, maar daarna al snel om zelf de controle over hun gebied over te nemen.
De Bella Società Riformata (‘riformata’ betekent hier federatie) vormde zich officieel in 1820. In december van dat jaar kwam een groep mannen vanuit de twaalf wijken in Napels samen in de kerk van Santa Caterina in Formiello. Tijdens een plechtige ceremonie werd een akkoord aangegaan over het ontstaan van een moderne organisatie binnen de Camorra. De leider van Bella Società Riformata moest een inwoner uit Porta Capuana zijn, een wijk van Napels die niet al te goed bekendstond.
Als een hiërarchische organisatie van familieclans houdt de Camorra zich in het begin vooral bezig met innen van de pizzo of beschermingsgeld. Winkeliers betaalden de pizzo om zich in feite te beschermen tegen hun afpersers. Echter, al snel begon het fenomeen zich uit te breiden en de afpersing zorgde voor beschadiging van bijna de gehele handel. Onder de Bourbons werden de clans door de overheid ingezet als een soort politiemacht om de orde te handhaven. Ondanks het geweld en de criminaliteit, kregen ze welwillendheid van de bevolking die, in een situatie van blijkbare desinteresse van de instituten voor de sociale problemen, ze een minimale vorm van ‘gerechtigheid’ garandeerden.
De leden van de Bella Società Riformata functioneerden als leidinggevenden en tussenpersonen. Ze behielden de vrede. Ze zorgden voor oplossingen bij ruzies tussen verkopers en kopers, huurders en eigenaren, arbeiders en werkgevers. Vooral waren ze betrokken bij onenigheden waarbij de familienaam op het spel stond en die gezichtsverlies onder de Napolitanen als gevolg zou hebben. De tussenpersoon betrad een diplomatieke middenweg tussen de twee partijen.
De Bella Società Riformata had zijn eigen rechtsgebied genaamd ‘Mamme’, dat de interne rechtspraak verzorgde. “Grand Mamma” was de grootste rechtszaal, waar zich de Centrale Raad van Beroep bevond. De camorristen konden individuele kwesties zelf oplossen, maar wanneer deze gevolgen hadden voor de volledige organisatie, moesten ze door de magistraten van de Bella Società Riformata behandeld worden.

### Tussen 1860 en 1945
In 1860 ontving Liborio Romano van de gecentraliseerde tijdelijke overheid de taak om de openbare orde te handhaven. Hij vertrouwde de Camorra de organisatie van de stadswacht toe, om zo het dreigende gevaar van publieke opstanden in Napels tegen te gaan.
Doordat Liborio Romano de stadswacht in handen van de Camorra bracht, erkende hij deze het institutionele gezag toe dat ten tijde van het Koninkrijk der Beide Siciliën nog ontbrak. Pas in de jaren negentig zou de Staat de mogelijkheid hebben op de grote macht van de Bella Società Riformata te kunnen reageren, die gezorgd heeft voor een sterke band tussen de politici van het Verenigd Italië.
In 1859 werden driehonderd leden van de Camorra gearresteerd. Het leger moest in 1863 een einde maken aan de organisatie waardoor alleen een kleine kern overbleef. In het eerste decennium van de 20e eeuw wist de Camorra zich weer op te werken tot een machtige factor in de onderwereld.
Door het proces van Viterbo in 1911 voor de moord op het echtpaar Cuocolo, dat kon slagen door de bekentenissen van de aanhanger van de Camorra Abbatemaggio, werden verschillende straffen opgelegd aan de grootste exponenten van de organisatie. Er werden 35 kopstukken, onder wie de grote baas Enrico Alfano, gearresteerd voor moord. Op 25 mei 1915 werden in het historisch centrum van Napels de camorristen door Gaetano Del Giudice verordend tot het ontbinden van de Bella Società Riformata. In werkelijkheid was de organisatie al overwonnen ten tijde van het proces Cuocolo.
Tijdens de fascistische periode heerste er rust rondom het fenomeen Camorra. De maffia op Sicilië werd door Benito Mussolini flink aangepakt. Hierbij werd hij geholpen door ‘Prefetto di Ferro’ Cesare Mori. Echter, hij verleende gratie aan de veroordeelde camorristen in Viterbo. Dit gebeurde omdat Mussolini de Camorra als een onbelangrijk lokaal verschijnsel zag, dat geen gevaar zou vormen voor de nieuwe institutionele orde.

### Na de Tweede Wereldoorlog
Na de Tweede Wereldoorlog veranderde de Camorra enorm. Het verplichte verblijf in Napels van de leider van de Amerikaanse Cosa Nostra Lucky Luciano, zorgde voor een toename van de lokale aanhang van de organisatie. Dit leidde tot de opname van de plattelandse camorristen in het grote internationale onwettelijke verkeer. Echter, in deze fase had de Camorra geen machtsconcentratie aan de top, die pas in de daar op volgende periodes zou ontstaan. De organisatie bestond uit een meerderheid van families die min of meer met elkaar verbonden waren.
In de jaren zeventig startte Raffaele Cutolo (bijnaam ‘O Professore‘) vanuit de gevangenis van Poggioreale een project. Dit project bestond uit een reorganisatie van de Camorra als hiërarchische organisatie. Zo ontstaat de ‘Nieuwe Georganiseerde Camorra’ (Nuova Camorra Organizzata of NCO). De machtsorganisatie van de NCO wekte onrust bij de oude families, die zich samenvoegden onder de naam ‘Nieuwe Familie’ (Nuova Famiglia). Deze voerden een oorlog tegen de NCO van Cutolo. In deze bendeoorlog vielen honderden slachtoffers. De ‘Nieuwe Familie’ won, maar viel uiteen in elkaar opnieuw bestrijdende clans. In 1992 probeerde de leider Carmine Alfieri een machtsconcentratie binnen de twee fronten te vormen, door de oprichting van de ‘Nieuwe Maffia Partij’ (Nuova Mafia Campana of NMC). Maar ook deze verdween na een korte tijd.
Als reactie op het escaleren van de conflicten tussen de clans startte de overheid op 18 februari 1994 een operatie tegen de Camorra, genaamd ‘Partenope’. Bij de operatie werden ruim 500 soldaten van het Italiaanse leger ingezet. De operatie werd onderbroken op 15 december 1995, maar werd hervat op 14 juli 1997. Op 30 juni 1998 eindigde ‘Partenope’ echter definitief. De operatie zorgde voor een positieve omslag, maar slaagde er door de geringe draagwijdte vergeleken met dergelijke missies (zoals ‘Vespri Siciliani’, ‘Riace’ en ‘Salento’) niet in het fenomeen Camorra te overwinnen. Het had echter wel geslaagde resultaten in het terugbrengen van de microcriminaliteit in Napels.

## Organisatie en activiteiten
De soldaten van de Camorra zijn echte ambtenaren van de misdaad. Zij krijgen een keurig maandloon uitbetaald. Ook is er een systeem van sociale zekerheid, waarbij de soldaten en hun familieleden financieel bijgestaan worden bij ziekte of gevangenisstraf. De Camorra is genesteld in alle Napolitaanse gemeentes. De bendes hebben zich meester gemaakt van de plaatselijke besturen. Ze beheersen alle openbare uitgaven. In die gemeentes worden aanbestedingen in de eerste plaats toegewezen aan maatschappijen van de Camorra. De voornaamste bronnen van inkomsten zijn:
- drugshandel
- wapenhandel
- afpersing
- verduistering van fondsen
- industriële namaak van luxe producten
- massale productie van cd's, cassettes en video's
- handel in huisvuil en industrieel afval

De illegale loterijen ontvangen ruim vijf miljoen euro per week. De Camorra heeft illegale paardenrenbanen aangelegd op de hellingen van de Vesuvius. Maar de grootste bedragen worden verdiend met de grootste handelsactiviteit van de stad: de smokkel van sigaretten. De handel in sigaretten is sinds de jaren zeventig een multinationale onderneming met een jaarlijkse omzet van 726 miljoen euro. De Camorra is opgebouwd uit bendes met aan het hoofd van elke bende een caporegima. De leiding van de Camorra is de Grote Raad. In 1993 waren er zo'n 115 bendes met een geschat ledental van zevenduizend.
De Camorra is minder gestructureerd dan haar Siciliaanse tegenhanger, Cosa Nostra. Een opmerkelijk verschil is dat vrouwen een belangrijkere, vaak leidinggevende, rol spelen.

## Economie
De economische macht van de Camorra ligt bij de voortdurende wisseling van de bazen en hun criminele beleid. De bazen van de families wisselen elkaar steeds af, omdat een te grote macht van een baas zou kunnen leiden tot het monopoliseren van de markten, waardoor de prijzen flink kunnen stijgen en er geen rek meer in zit. De economie zou dan steeds draaien op dezelfde sectoren, omdat er geen nieuwe markten meer worden verkend. Een van de sectoren waar veel geld in omgaat is de bouw. Vooral de families uit Casal di Principe doen hierin goede zaken, omdat ze verdienen aan elke fase van de bouw. Ze leveren het beton, runnen aannemersbedrijven en bij grote projecten ontvangen ze steekpenningen. Deze steekpenningen vormen de basis voor hun economische macht waarvan ze andere projecten kunnen betalen. Het volledige financiële vermogen van de families van de Casaleseclan is rond de dertig miljard euro en is hiermee de meest solide van Campanië. Een andere grote sector is de afvalverwerking. De vele vuilstortplaatsen in het zuiden van Italië, en dan voornamelijk rondom Caserta, zijn het meest directe symbool van de economische kringloop. Zuid-Italië is de eindhalte van al het afval van de productie. De clans slagen erin om alles van noord tot zuid af te wateren. Het zuiden van Italië is de illegale vuilstortplaats geworden van het geïndustrialiseerde Italië, namelijk het noorden en midden van het land. Ook bij de afvalverwerking wordt aan alle fases veel geld verdiend. Het begint bij de ondernemers en bedrijven van de Camorra die afval afvoeren tegen zeer lage prijzen. Vervolgens bezitten ze opslagcentra waar dit afval wordt gemengd met gewoon huisvuil en als laatste zijn dan de chemici, de transporteurs en de vuilverwerkers aan de beurt.
Eurispes (een onderzoeksinstituut naar politieke, economische en sociale zaken in Italië) doet jaarlijks onderzoek naar de economische ontwikkelingen van de Camorra. De Camorra verdiende in een half jaar 7.230 miljoen euro verdiend aan drugshandel, 2.582 miljoen aan illegale handel in bijvoorbeeld de bouw en afvalverwerking, 2.066 miljoen aan wapenhandel, 258 miljoen aan prostitutie en 362 miljoen euro aan afpersing en woekerwinst. De geschatte winst per half jaar is circa 12,5 miljard euro.

## Enrico Ferri
De Italiaanse misdaadbestrijder en socialist Enrico Ferri (1856-1929) stond bekend als 'De gesel van de Camorra'. Ferri was een van de grondleggers van de moderne criminologie. Hij verwierp rechtsstelsels gebaseerd op vergelding en straf en pleitte voor preventieve misdaadbestrijding.

## Arrestaties van leden
Op donderdag 30 november 2006 maakte de Amsterdamse politie bekend dat drie belangrijke kopstukken van de Camorra zijn gearresteerd in Amsterdam-Zuid. Ze worden verdacht van handel in verdovende middelen en van lidmaatschap van een criminele organisatie. Bij twee huiszoekingen in woningen in Amstelveen en Amsterdam-Zuid vonden agenten 35 kilo verdovende middelen, ruim twee miljoen euro aan contanten en twee vuurwapens.
De Amsterdamse politie kwam de verdachten op het spoor door onderzoek naar een criminele organisatie die een drugslijn onderhield van Amsterdam naar Italië. Toen de mannen eenmaal waren gearresteerd, ontdekte de politie dat de 50- en 56-jarige verdachten prominente leiders waren van de Camorra.
Op vrijdag 14 december 2007 is een van de meest gezochte criminelen van Italië, Edoardo Contini, gearresteerd in een buitenwijk van Napels. Contini was als leider van de Camorra al zeven jaar voortvluchtig. De Italiaanse justitie omschreef Contini als het criminele topbrein van de Camorra.
Op donderdag 7 februari 2008 is in Licola bij Pozzuoli, ten noorden van Napels, een van de belangrijkste leiders van de Camorra, Vincenzo Licciardi, gearresteerd. Licciardi stond op de lijst van de dertig meest gezochte personen in Italië en was sinds 2004 op de vlucht voor de politie. Na zijn arrestatie zijn er onroerende goederen ter waarde van 12 miljoen euro in beslag genomen door de Italiaanse politie. Deze onroerende goederen zijn eigendom van de Camorra.
Begin februari 2008 heeft de Italiaanse politie 41 personen gearresteerd in Caserta, regio Napels. Deze personen, onder wie drie politieagenten, worden ervan beschuldigd banden te hebben met de maffia en zich bezig te houden met onder andere drugshandel en afpersing. Deze arrestaties waren een grote stap in de antimaffia-actie in de regio Napels.
Op zaterdag 31 oktober 2009 is in een boerderij op een helling van de vulkaan Vesuvius Salvatore Russo aangehouden. Bij zijn aanhouding vond de politie o.a. een uzi en een pistool. Zijn broer Pasquale Russo, die al sinds 1995 op de vlucht was, werd een dag later opgepakt.
In augustus 2021 werd Maria Licciardi, de 70-jarige 'topvrouw' van de Camorra opgepakt. Zij is de zus van Gennaro Licciardi (overleden 1994), een voormalig leider van de Camorra. Ook de 46-jarige maffiabaas Raffaele Imperiale werd aangehouden in Dubai in augustus 2021. Hij zou in 1996 een coffeeshop in Amsterdam hebben overgenomen en in 2016 werden er twee gestolen schilderijen van Van Gogh op aanwijzingen van Imperiale gevonden (Zeegezicht bij Scheveningen en Het uitgaan van de Hervormde Kerk te Nuenen). Ook zou Imperiale hebben samengewerkt met Ridouan Taghi.